# Rusínská řeckokatolická církev
Rusínská řeckokatolická církev je jednou z východních církví byzantského obřadu.

## Historie a současnost

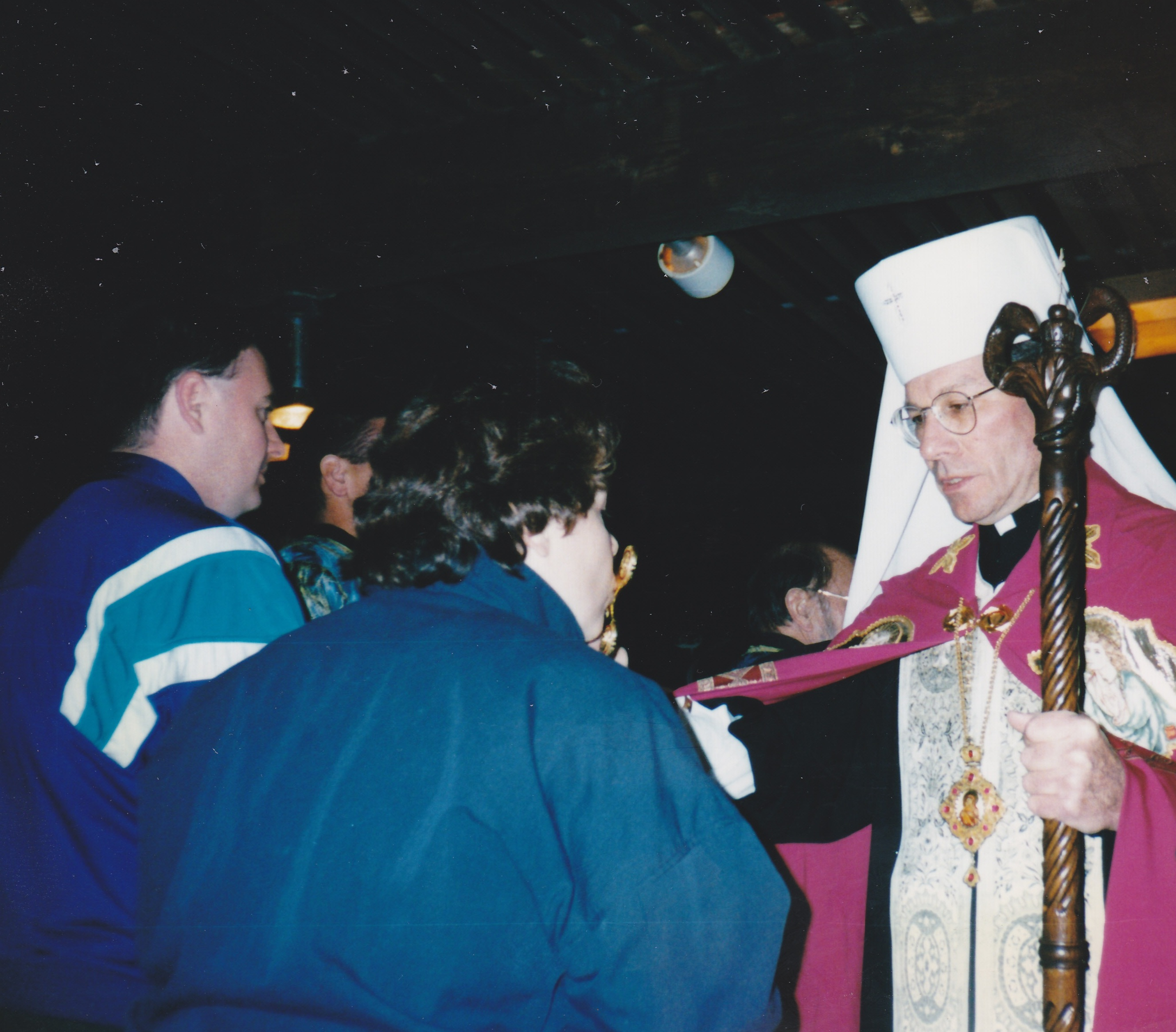
Metropolita Judson Procyk

Její původ sahá do Užhorodské unie z roku 1646. V té době se Rusíni formálně sjednotili s Římem a stali se součástí katolické církve.
Z původní mukačevské eparchie byla časem odčleněna území, která se stala samostatnými eparchiemi. Po 2. světové válce se základní území mukačevské eparchie ocitlo na území Ukrajiny – Zakarpatské oblasti. V roce 2008 došlo k ustanovení slovenské řeckokatolické církve, a tak přišla o území na Slovensku a v Kanadě. V roce 2022 papež František změnil status torontské slovenské eparchie z eparchie na exarchát a přeřadil ho ze slovenské církve do rusínské k metropolitní archeparchii v Pittsburghu.
Koncem 19. století a začátkem 20. století, za času velkých vystěhovaleckých vln, se i rusínské obyvatelstvo začalo stěhovat za živobytím do Ameriky. Postupně tam vznikaly struktury rusínské církve, které v současnosti vytváří 4 eparchie a jeden exarchát.
Rusínská řeckokatolická církev v současnosti nemá jednotný společný synod a tvoří ji 3 nezávislé církve na Ukrajině, v Severní Americe a v České republice.

## Struktura
Ukrajina
- Eparchie mukačevská

USA a Kanada
- Metropolitní archieparchie Pittsburgh
  - Eparchie Ochrany Panny Marie ve Phoenixu
  - Rusínská eparchie Parma
  - Rusínská eparchie Passaic
  - Exarchát svatých Cyrila a Metoděje byzantského obřadu v Torontu, Kanada

Česká republika
- Apoštolský exarchát v České republice